# Народный иудаизм
Народный иудаизм — сумма религиозных практик, принятых в еврейских общинах и находящихся в динамичном взаимодействии с иудейскими нормативными религиозными институциями.

## Историография
Понятие народной религии на материале традиционной еврейской культуры впервые обстоятельно выдвинули Джошуа Трахтенберга и Дов Ной. Эти исследователи подчёркивали в первую очередь локальные варианты еврейских религиозных практик различных этнических групп. Они выделяли специфику обрядов и обычаев у евреев Марокко, евреев в средневековой Германии, современном Израиле и др.
Одна из первых крупных научных работ по данной теме — «Еврейская магия и суеверие: изучение народной религии» Джошуа Трахтенберга, вышедшая в 1939 году. В предисловии к ней Трахтенберг определил народный иудаизм как совокупность идей и практик (вера в ангелов и демонов, магия), которые хотя и пользуются широкой популярностью в иудейской религиозной среде, тем не менее не встречают одобрения у религиозных лидеров.
Столкновение религиозных нормативов иудейской религии и фольклорных форм соблюдения или несоблюдения данных нормативов также становилось предметом большого числа исследований, которые посвящены еврейским обычаям.
В более поздних исследованиях подчёркивалось значение влияния разрушения Иерусалимского храма для многих еврейских народных обычаев, связанных с трауром, в частности, с верой в хиббут ха-кевер (пытку в могиле) или дин ха-кевер (суд могилы) — убеждением, что после погребения в могиле в течение трёх дней мёртвых подвергают пыткам демоны, пока покойные не вспомнят их имена. Истоки этой идеи лежали в ранней аггаде, а затем были развиты каббалистами.
Признанным специалистом по народному иудаизму является венгерско-американский историк, этнограф, востоковед и антрополог Рафаэль Патай, который применил методы культурной антропологии для исследования данной тематики. В частности, он обратил внимание на важную роль влияния на народный иудаизм женского божественного элемента, который он видит у Ашеры, Шхины, Матрониты и Лилит.

## Соотношение с нормативным иудаизмом
Одним из важных принципов еврейского религиозного законодательства выступает жёсткая регламентация всех сфер жизни, в том числе деталей быта и повседневности. Однако ещё в период становления и формирования еврейского религиозного права — Галахи раввины учили, что человеку не следует нарушать обычаев предков и обычаев, которые приняты в данном месте (Иерусалимский Талмуд, Псах. 4:1, 30г, Софрим 14:18). Другими словами, даже основатели еврейского законоучения понимали, что в реальной практике закон нередко вступает в конфликт с народными обычами и традициями, которые приняты в разных местностях проживания евреи. В принципе еврейское право проводит различие гражданского и ритуального закона. В рамках гражданского права обычай может отменять закон, но в ритуальном законодательстве обычай не может позволять то, что запрещает закон.
Профессор социологии Университета имени Бен-Гуриона Стивен Шарот отмечал, что еврейская народная религия вкупе с формами народного иудаизма заостряет внимание на магическом или тауматургическом, то есть на том, что может помочь защитить человека от болезней и несчастий. Он подчёркивает, что в то время, как раввинистическая традиция касается иудейского ритуала и галахи, колдуны оказывают людям помощь в повседневной жизни. Шарот приводит в качестве примера, как относительно профессиональный тип магов, феномен польских баалшемов, имевший широкое хождение начиная XVI века, которые в XVIII веке добились большого успеха на волне повального увлечения каббалой в обществе. Баалшемы обещали людям использовать свои познания в именах Бога и ангелов, демонологии, экзорцизме, хиромантии и фитотерапии, чтобы нанести вред врагам и помочь добиться успех в делах брака и рождения детей.

## Региональные варианты
В Подолии, на Буковине и в Бессарабии, где сохранилась часть старожильческого еврейского населения, являющегося носителями аутентичной этнокультурной и языковой традиции. Информанты с этих территорий, родившиеся в 1920—1930-х годах передают воспоминания о досоветской еврейской традиционной культуре, в которой власти ещё не разрушили систему традиционного еврейского образования, где соблюдались еврейские религиозные предписания и обычаи, действовали синагоги и хедеры.
Израильский политолог и гебраист Чарльз Либман писал, что суть народной религии у американских евреев выражается в их тесных социальных связях друг с другом. Это наглядно подтверждалось тем, что препятствующие социальной интеграции религиозные предписания (касающиеся пищи и соблюдения субботы) были отброшены, в то время как такие практики как Седер Песах, обряды перехода, Ямим нораим продолжают оставаться связующим звеном еврейских семей и общин. Изучению ритуалов и верований в современной еврейской народной религии посвящены монографии Либмана «Двойственный американский еврей: политика, религия и семья в жизни американских евреев» (1973) и статья «Американское еврейство: идентичность и принадлежность» (1973).